# São Pedro de Alcântara
São Pedro de Alcântara är en kommun i Brasilien.   Den ligger i delstaten Santa Catarina, i den södra delen av landet, 1 300 km söder om huvudstaden Brasília. Antalet invånare är 4 710. Arean är 140 kvadratkilometer.
Terrängen i São Pedro de Alcântara är kuperad.
I omgivningarna runt São Pedro de Alcântara växer i huvudsak städsegrön lövskog. Runt São Pedro de Alcântara är det tätbefolkat, med 819 invånare per kvadratkilometer.